# شیروکو پوله
شیروکو پوله (به بلغاری: Shiroko pole) یک منطقهٔ مسکونی در بلغارستان است که در شهرستان کاردژالی واقع شده‌است.